# Bầu cử lập pháp Bồ Đào Nha 2024
Bầu cử Quốc hội sớm được tổ chức vào ngày 10 tháng 3 năm 2024 để bầu các nghị sĩ Quốc hội khoá XVI của Bồ Đào Nha. Tất cả 230 ghế trong Quốc hội đều được bầu cử. Cuộc bầu cử được tiến hành vào tháng 11 năm 2023 sau khi Thủ tướng António Costa từ chức sau một cuộc điều tra xung quanh cáo buộc tham nhũng liên quan đến việc trao hợp đồng cho các doanh nghiệp kinh doanh lithium và hydro.